# 李家瑞 (籃球運動員)
李家瑞（1994年12月4日—）是中華民國男子籃球運動員，場上主打前鋒位置，現效力於台灣職業籃球大聯盟新竹御嵿攻城獅。

## 生平
李家瑞就讀深坑國中二年級時開始接觸籃球，接受了曾增球的指導，進入基隆商工則由古吉雄指導。國一時身高171公分，到高二時長到200公分，高中的表現被臺灣媒體譽為是曾文鼎接班人。高中畢業後投入超級籃球聯賽新人選秀會，在選秀會第一輪第二順位被金門酒廠選中，成為超級籃球聯賽第一位新人選秀會獲選的高中球員。時任金門酒廠執行教練楊志豪有意讓李家瑞打完第11季SBL之後將他送至輔仁大學磨練；最終第11季SBL李家瑞留下出賽7場，場均上場4分44秒，可挹注0.9分、1.1籃板的成績。李家瑞在第13季SBL與金門酒廠的合約到期之後回到家鄉金門縣工作一年。在第15季SBL重返金門酒廠。2020年4月13日，九太科技宣布李家瑞自請離隊。同年夏天加盟P. LEAGUE+新竹攻城獅。2021年夏天與球隊提前換約，簽下4+1年的延長合約。

## 外部連結
- {{Instagram}}模板缺少ID且维基数据中无相应数据。
- This article has no link in Wikidata